# La Loi du Seigneur
Pour plus de détails, voir Fiche technique et Distribution.

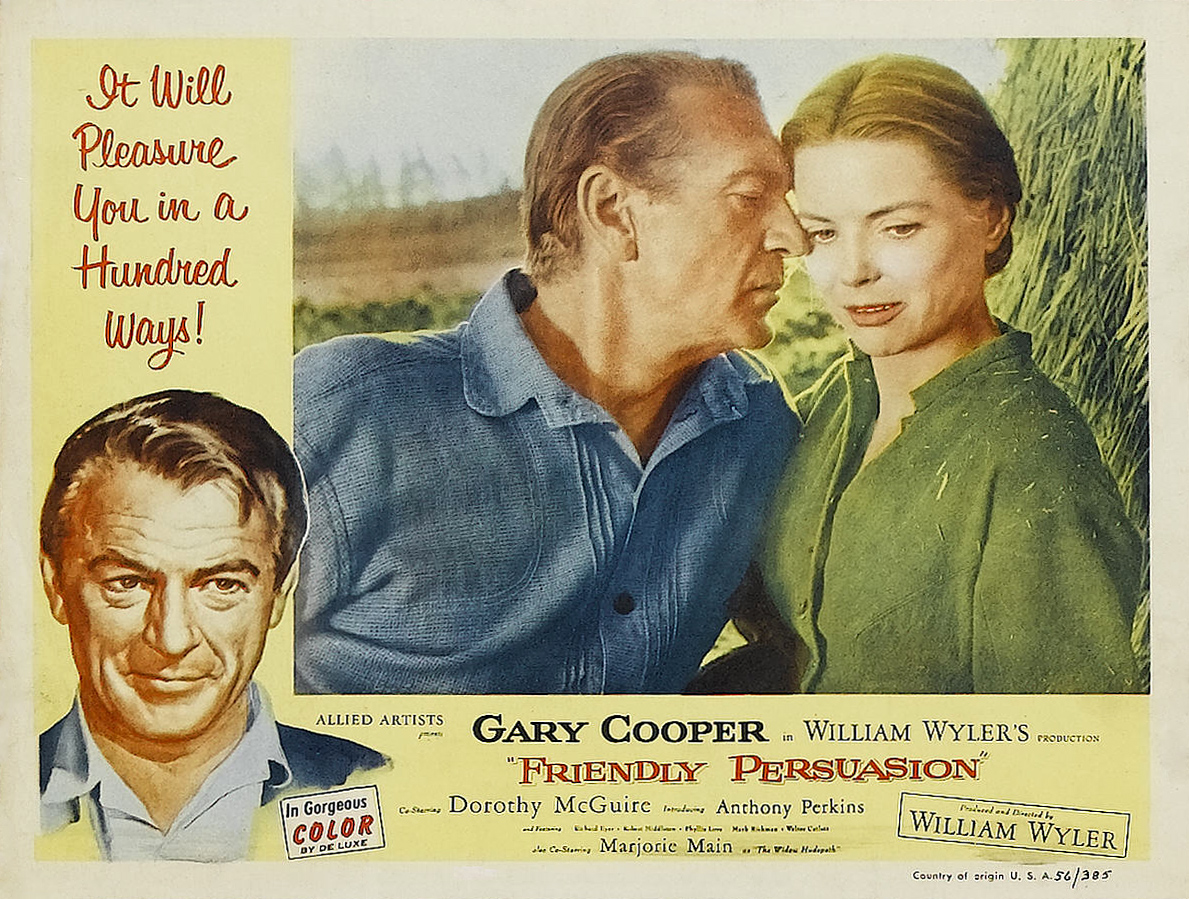
Gary Cooper et Dorothy McGuire

La Loi du Seigneur (Friendly Persuasion, litt. « Persuasion Amicale ») est un film américain de William Wyler, sorti en 1956. Il est adapté du roman The Friendly Persuasion (1945) de l'écrivaine Jessamyn West.
Le film obtient la Palme d'or au Festival de Cannes 1957.

## Synopsis
La famille Birdwell vit dans l'Indiana en 1862, alors que la guerre de Sécession fait rage. Jess, son épouse Eliza et leurs trois enfants (Mathilde, Josh et Nicolas), sont quakers. En tant que quakers, ils ont interdiction de recourir à toute forme de violence (physique ou verbale) alors qu'ils sont en pleine guerre. Ils se doivent d'aimer leur prochain, de le tutoyer et ils s'opposent à l'esclavage. Leur religion leur interdit également la musique, la danse et les jeux d'argent.
La foire de la ville est le lieu des choix et des tentations : Jess converse avec un musicien, tandis que Mathilde danse avec Gard, un soldat méthodiste. Quant à leur fils Josh, il est provoqué par des adolescents mais refuse de se battre. Nicolas le plus jeune prend part à un jeu d'argent. Très séduisant, Josh a beaucoup de succès auprès des trois filles de la veuve Hudspeth.
Quand l'arrivée des Sudistes est annoncée, Gard doit partir combattre mais promet à Mathilde de l'épouser à son retour. Pour la famille quaker un dilemme moral se pose : faut-il prendre les armes pour lutter contre l'esclavage ou s'opposer à toute forme de violence ? C'est le dilemme des objecteurs de conscience. Josh décide finalement de partir à la guerre malgré les supplications de ses parents. Lorsque le cheval de Josh revient seul à la ferme, Jess prend les armes à son tour pour lutter contre l'ennemi. Pourtant sur le champ de bataille, il épargne un Sudiste qui lui a tiré dessus, puis retrouve son fils vivant et le ramène à la ferme.
Pendant ce temps, Eliza se retrouve obligée de nourrir et d'accueillir ses ennemis (Sudistes). Eliza leur offre non seulement de prendre toute la nourriture qu'ils désirent et leur indique où se trouve le saloir et les produits entreposés mais leur donne à manger à volonté dans sa cuisine. Lorsqu'un des Sudistes essaie d'attraper l'oie domestique pour en faire un rôti Eliza le frappe avec un balai jusqu'à ce qu'il abandonne le volatile. Les Sudistes décident finalement de reprendre leur chemin et ne mettent pas le feu à la ferme comme ils l'ont fait dans d'autres cas.

## Fiche technique
- Titre français: La Loi du Seigneur
- Titre américain: Friendly Persuasion
- Réalisation : William Wyler
- Assistant-réalisateur : Austin Jewell
- Scénario : Michael Wilson d'après le roman The Friendly Persuasion de Jessamyn West (1945)
- Musique : Dimitri Tiomkin
- Chanson du générique : Thee I love, musique de Dimitri Tiomkin, paroles de Paul Francis Webster, interprétée par Pat Boone.
- Chanson du générique de la version française : interprétée par Eddie Constantine
- Directeur de la photographie : Ellsworth Fredericks
- Décors : Joseph Kish
- montage : Robert Belcher, Edward A. Biery, Robert Swink
- Costume : Dorothy Jeakins
- Effets speciaux : Augie Lohman
- Producteur : Robert Wyler, William Wyler
- Société de production : Allied Artists Picture Corporation
- Société de distribution : Allied Artists Pictures (États-Unis) ; MGM (France et Europe).
- Pays de production :  États-Unis
- Langue : anglais américain
- Format : couleur par Deluxe — 1.75:1 — son monophonique (Westrex Recording System) — 35 mm
- Genre : drame psychologique, western, film de guerre
- Durée : 137 minutes
- Dates de sortie :
  - États-Unis : 25 novembre 1956
  - France : 6 juin 1957
- Affiche : Roger Soubie (France)

## Distribution
- Gary Cooper (VF : Jean Davy) : Jess Birdwell (Jean)
- Dorothy McGuire (VF : Nadine Alari) : Eliza Birdwell
- Anthony Perkins (VF : Michel François) : Josh Birdwell (Jacques)
- Richard Eyer (en) : Little Jess (Nicolas)
- Robert Middleton : Sam Jordan
- Phyllis Love : Martha Birdwell (Mathilde)
- Peter Mark Richman (VF : Jean-Louis Jemma) : 'Gard' Jordan (Charles)
- Walter Catlett (VF : Camille Guerini) : Pr Waldo Quigley
- Richard Hale (VF : Louis Arbessier) : Purdy
- Joel Fluellen (VF : Georges Aminel) : Enoch
- Theodore Newton (VF : Jacques Beauchey) : Maj. Harvey
- John Smith (VF : Jean Gournac) : Caleb Cope (Jérôme)
- Marjorie Main (VF : Germaine Kerjean) : la veuve Hudspeth
- Edna Skinner : Opal Hudspeth
- Marjorie Durant : Pearl Hudspeth
- Frances Farwell : Ruby Hudspeth
- Russell Simpson (VF : Richard Francoeur) : Frère Griffith
- Charles Halton (VF : Fernand Fabre) : Frère Cope
- Earle Hodgins (VF : Fernand Rauzena) : le responsable du stand de tir
- Ivan Rasputin (VF : Paul Bonifas) : Billy Goat, le lutteur

Acteurs non crédités
- James Anderson : le mauvais perdant mouillé par Jess
- Mary Carr : Emma, une vieille quaker
- Billy Curtis : le nain
- Charles Delaney : un ivrogne
- Wright King : le membre d'un raid
- Don Kennedy (VF : William Sabatier) : Buster (Bernard)
- Tom London : un vieux fermier
- Frank Sully : un pilleur rebelle

## Critique
Le film est plutôt bien apprécié, même si certaines critiques pointent l'académisme.
Jean-Pierre Coursodon et Bertrand Tavernier déclarèrent « […] mais par la suite Wyler ne cessa de décevoir avec des films médiocres dont l'épouvantable Friendly Persuasion, (…) l'absence de style devient de plus en plus flagrante »…

## Galerie

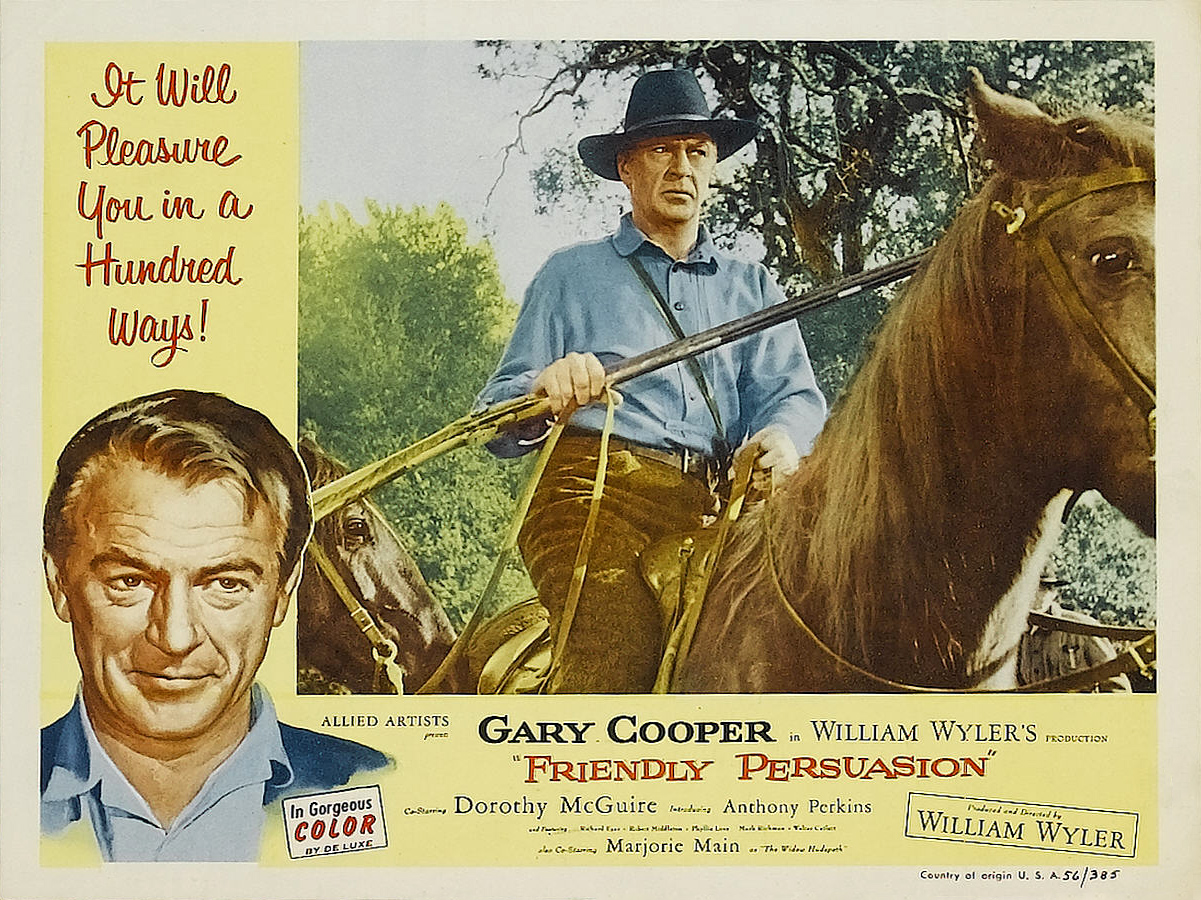
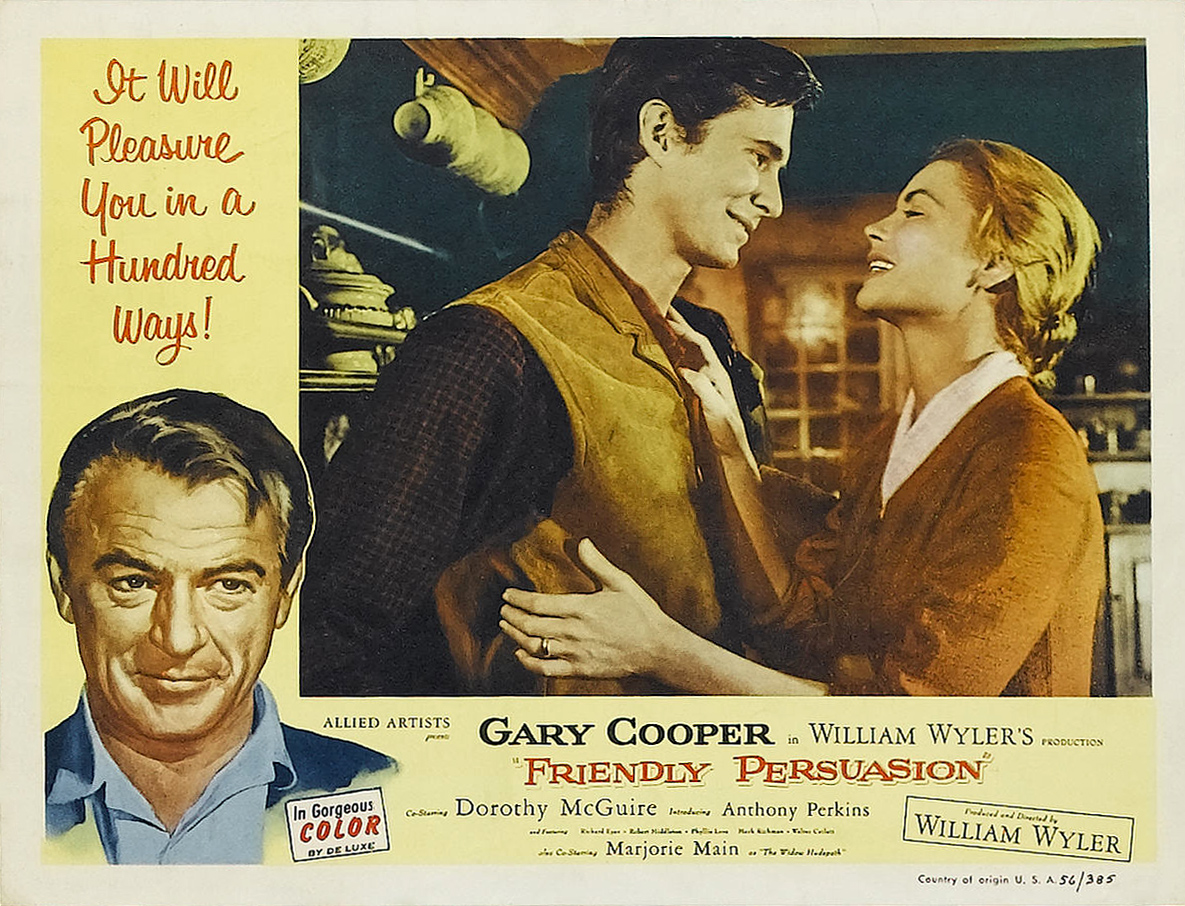
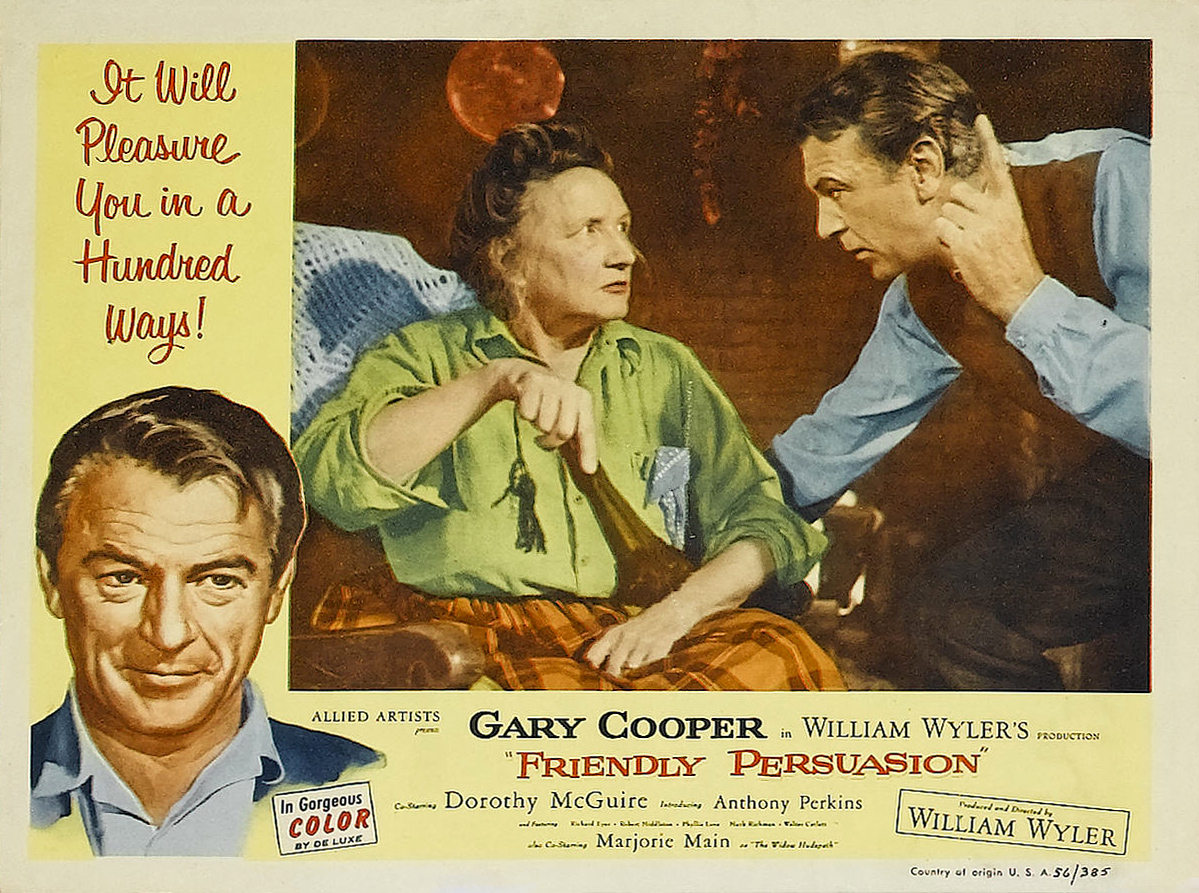
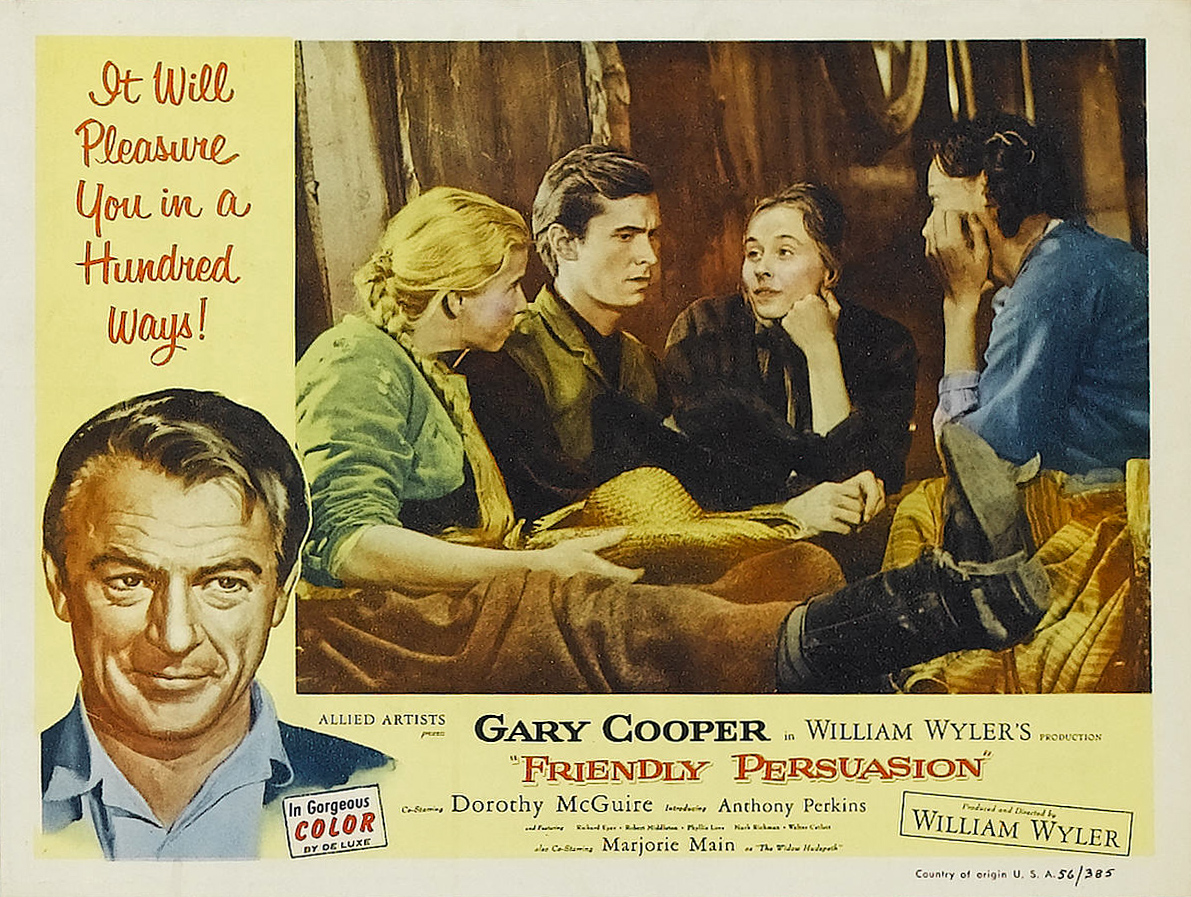
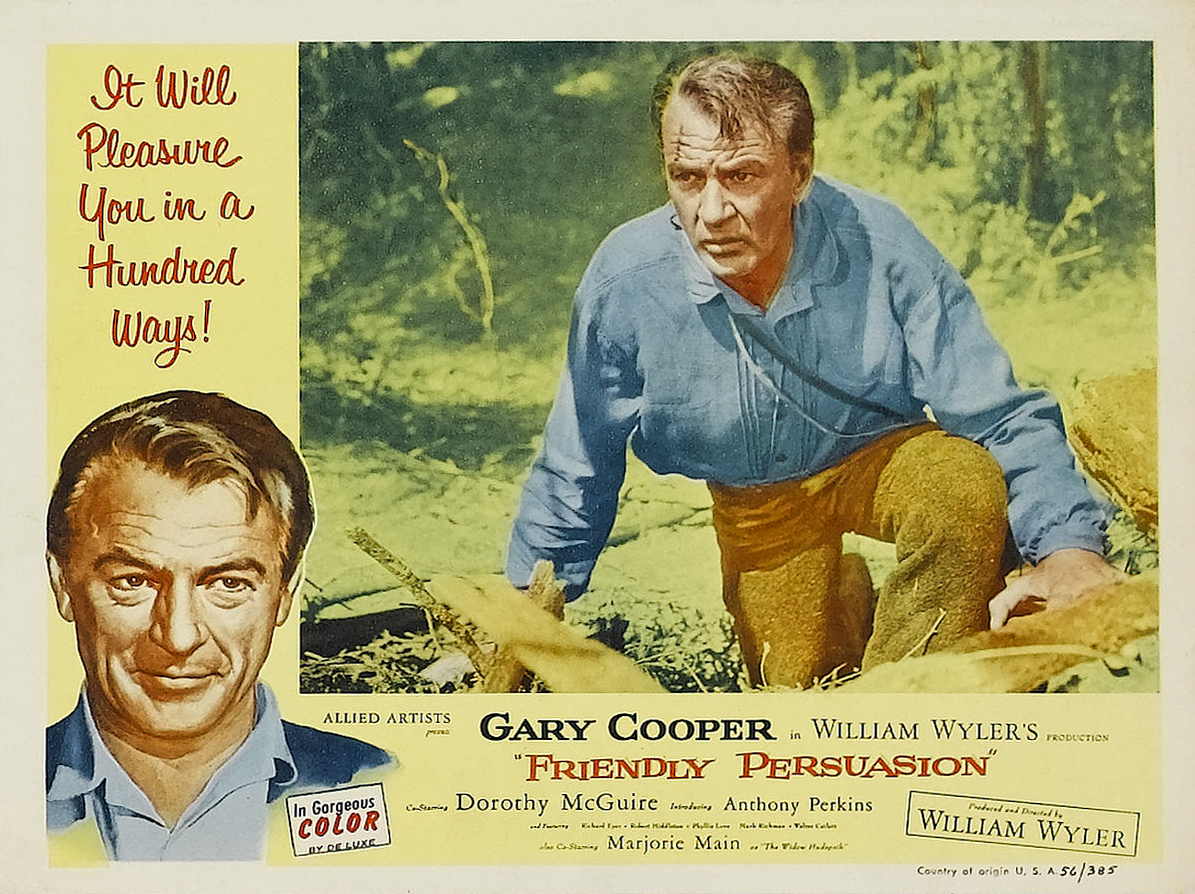
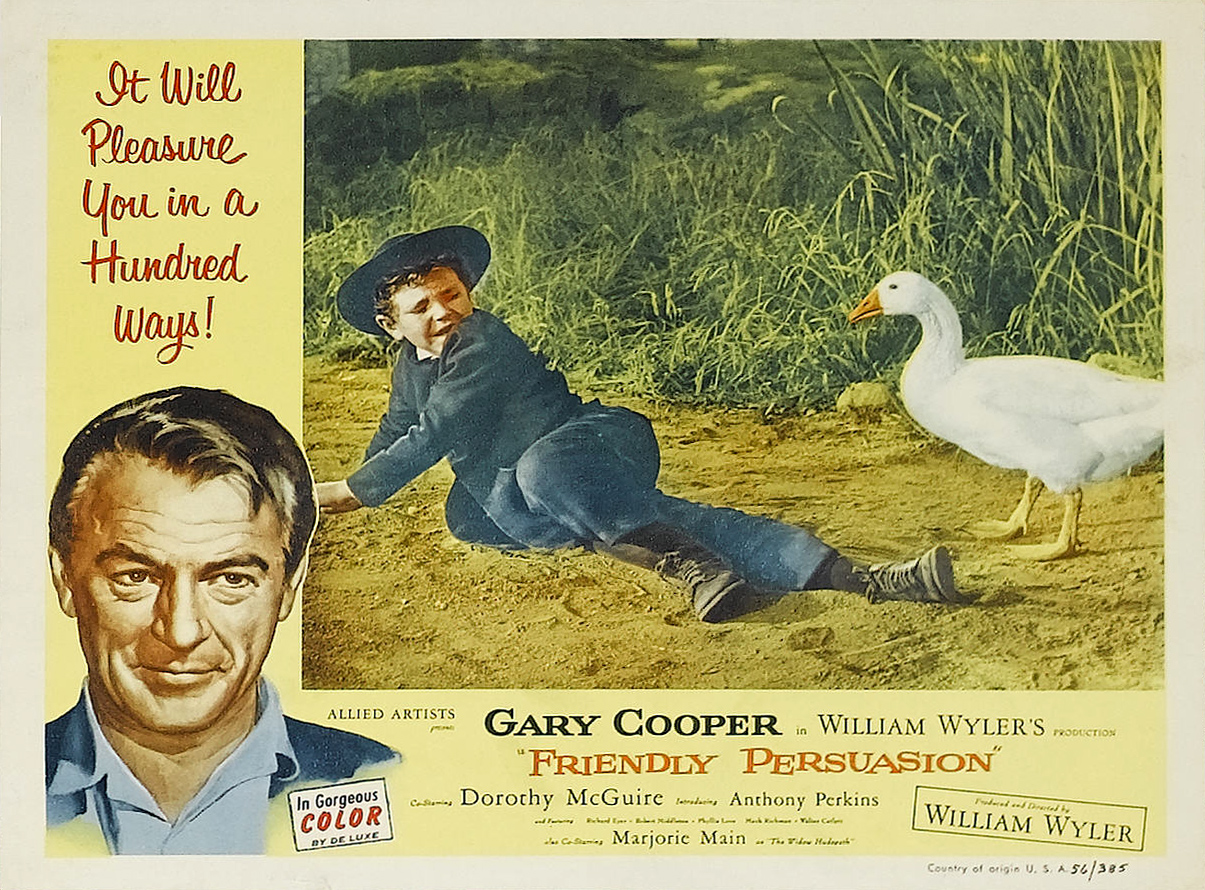

## Distinctions

### Récompense
- Palme d'or au Festival de Cannes 1957[1]

### Nominations
- 29e cérémonie des Oscars (27 mars 1957) : 
  - Meilleur film : William Wyler, producteur
  - Meilleur réalisateur : William Wyler
  - Meilleur scénario adapté : Michael Wilson
  - Meilleur acteur dans un second rôle : Anthony Perkins
  - Meilleur mixage de son : Gordon R. Glennan et Gordon E. Sawyer
  - Meilleure chanson : Thee I Love, musique de Dimitri Tiomkin, paroles de Paul Francis Webster

La nomination de Michael Wilson fit polémique en son temps. Wilson avait des sympathies communistes, ce qui en ces temps de maccarthysme, fait qu'il est inscrit sur la liste noire de Hollywood. L'Academy of Motion Picture Arts and Sciences avait proposé une solution à PricewaterhouseCoopers, l'entreprise qui organise le vote : le film serait éligible dans cette catégorie, mais serait cité dans le ballot, en dernier, sans Wilson. Cela ne se fit pas, il n'y eut que quatre nommés dans cette catégorie. La nomination fut officiellement rétablie en 2002.

## Autour du film
- Ronald Reagan a montré une vidéo du film à Mikhaïl Gorbatchev lors d'une rencontre au sommet marquant le dégel des relations diplomatiques entre l'Union Soviétique et les États-Unis[4].